# Sari Nusseibeh
Sari Nusseibeh (Arabisch: سري نسيبة) (Damascus, 12 februari 1949) is een Palestijns filosoof en politicus. Hij is hoogleraar filosofie aan en sinds 1995 de president van de Al-Quds-universiteit in Jeruzalem. Tot december 2002 was hij de vertegenwoordiger van de Palestijnse Autoriteit in Jeruzalem.

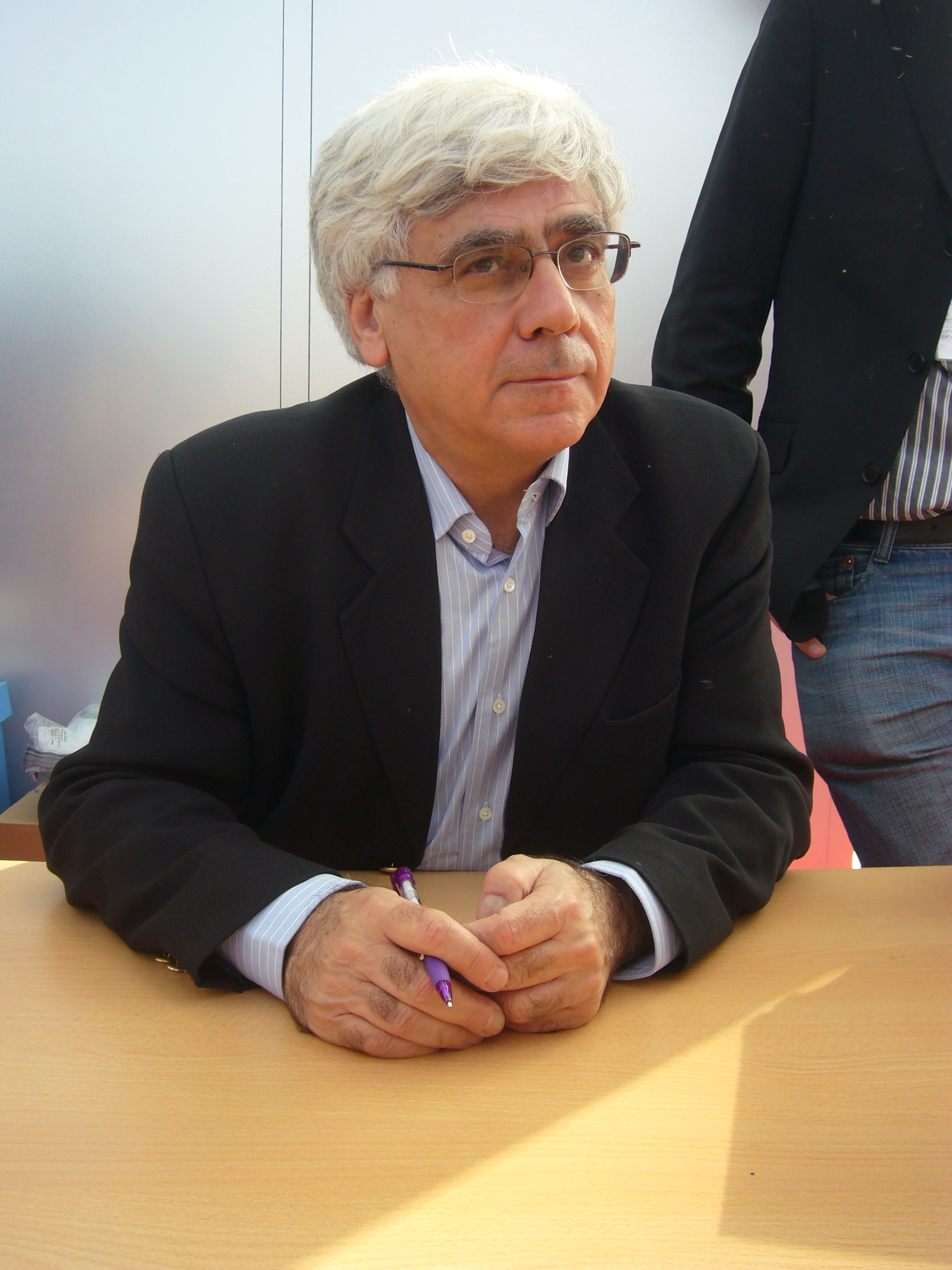
Sari Nusseibeh

Sari Nusseibeh stamt uit de Nusseibeh familie, een bijzonder oude Jeruzalemse familie, die onder meer uit traditie sleutelbewaarders van de Heilig Grafkerk zijn. Hij was de zoon van Anwar Nusseibeh, de Palestijnse nationalist die van 1952 tot 1955 een aantal ministerportefeuilles in Jordanië opnam. Hij studeerde filosofie aan het Christ Church van de universiteit van Oxford en behaalde een Doctor of Philosophy (Ph.D.) in islamitische filosofie aan de Harvard-universiteit in 1978. Dat jaar aanvaardde hij een lesopdracht aan de universiteit van Bir Zeit en doceerde hij islamitische filosofie aan de Hebreeuwse Universiteit van Jeruzalem.
Hij wordt gezien als een gematigde Palestijn, onder andere actief gedurende de Eerste Intifada als medeauteur van de Veertien eisen.

## Onderscheidingen
In 2003 werd hem en Uri Avnery gezamenlijk de Duitse Lew-Kopelew-Preis toegekend. In 2004 ontving hij de Four Freedoms Award voor godsdienstvrijheid. In 2009 kreeg hij een eredoctoraat van de KU Leuven en, samen met Itamar Rabinovich, de Friedenspreis der Geschwister Korn und Gerstenmann-Stiftung. In 2010 ontving hij samen met Amos Oz de Siegfried Unseld Preis. 